# Nederlands kampioenschap shorttrack 2022
Het Nederlands kampioenschap  shorttrack 2022 werd op 31 december 2021 en 2 januari 2022 verreden in Leeuwarden. Net als op het toernooi van 2021 wordt er geen superfinale meer gereden en ging het allroundklassement over drie afstanden. Het puntensysteem was gebaseerd op plaatspunten, maar met nul punten voor de winnaar en een maximum van zeven punten per afstand.

## Resultatenoverzicht
|                  | Goud             | Zilver           | Brons             |
| ---------------- | ---------------- | ---------------- | ----------------- |
| Mannen senioren  | Dylan Hoogerwerf | Jens van 't Wout | Bram Steenaart    |
| Vrouwen senioren | Selma Poutsma    | Xandra Velzeboer | Georgie Dalrymple |

## Mannen
| #      | Schaatser        | 1000m | 500m | 1500m | Punten |
| ------ | ---------------- | ----- | ---- | ----- | ------ |
| Goud   | Dylan Hoogerwerf | 2     | 0    | 3     | 5      |
| Zilver | Jens van 't Wout | 3     | 5    | 2     | 10     |
| Brons  | Bram Steenaart   | 0     | (7)  | 4     | 11     |
| 4      | Itzhak de Laat   | 7     | 6    | 0     | 13     |
| 5      | Teun Boer        | 4     | 3    | (7)   | 14     |
| 6      | Niels Kingma     | (7)   | 2    | (7)   | 16     |
| 7      | Friso Emons      | 5     | (7)  | 5     | 17     |
| 8      | Jasper Brunsmann | (7)   | 4    | (7)   | 18     |
| 9      | Daan Breeuwsma   | (7)   | (7)  | 6     | 20     |
| 10     | Sven Roes        | 6     | (7)  | (7)   | 20     |

## Vrouwen
| #      | Schaatser          | 1000m | 500m | 1500m | Punten |
| ------ | ------------------ | ----- | ---- | ----- | ------ |
| Goud   | Selma Poutsma      | 0     | 0    | 0     | 0      |
| Zilver | Xandra Velzeboer   | 2     | 5    | 3     | 10     |
| Brons  | Georgie Dalrymple  | (7)   | 2    | 2     | 11     |
| 4      | Yara van Kerkhof   | 3     | 3    | 7     | 13     |
| 5      | Rianne de Vries    | (7)   | 4    | 4     | 15     |
| 6      | Michelle Velzeboer | (7)   | 6    | 5     | 18     |
| 7      | Femke de Boer      | 4     | (7)  | (7)   | 18     |
| 8      | Gioya Lancee       | 6     | (7)  | 6     | 19     |
| 9      | Zoë Deltrap        | 6     | (7)  | (7)   | 20     |